# Volby ve Spojeném království
Volby ve Spojeném království jsou svobodné. Volí se do dolní komory parlamentu a místních zastupitelstev. Parlament je dvoukomorový, dělí se na Sněmovnu lordů a dolní sněmovnu.

## Dolní komora
Do dolní komory je voleno 650 poslanců, kde Anglii zastupuje 533 poslanců, Wales 40 poslanců, Severní Irsko 18 poslanců a Skotsko 59 poslanců.

## Horní komora (Sněmovna lordů)
Do Sněmovny lordů se nevolí, členové jsou dědiční lordi (92), arcibiskupové a biskupové anglikánské církve (25) a doživotně jmenovaní lordi. Počet jejich členů není stanoven. V prosinci 2012 měla horní komora 760 členů.

## Dominantní politické strany
- Konzervativní strana
- Labouristická strana
- Liberálně demokratická strana
- Strana za nezávislost Spojeného království
- Britská národní strana